# Asclepias
- Commons
- Wikispecies

Asclepias L. é um género botânico pertencente à família Apocynaceae.
As asclepíadas ou asclépias são conhecidas pela sua seiva leitosa, que consiste de látex contendo alcalóides e outros compostos complexos. Sabe-se que algumas espécies são tóxicas.

## Sinonímia
| - Acerates Elliott - Anantherix Nutt. - Asclepiodella Small - Asclepiodora A. Gray - Biventraria Small - Esmeraldia E. Fourn. | - Oxypteryx Greene - Podostemma Greene - Podostigma Elliott - Schizonotus A. Gray - Solanoa Greene - Trachycalymma (K. Schum.) Bullock |

## Espécies
| - Asclepias acida - Asclepias amplexicaulis - Asclepias curassavica - Asclepias exaltata - Asclepias incarnata - Asclepias lanceolata - Asclepias linearis - Asclepias obovata - Asclepias purpurasens | - Asclepias quadrifolia - Asclepias rubra - Asclepias speciosa - Asclepias sullivantii - Asclepias syriaca - Asclepias tuberosa - Asclepias variegata - Asclepias verticillata - Asclepias vincetoxicum |

- Lista completa

## Classificação do gênero
| Sistema | Classificação                    | Referência               |
| ------- | -------------------------------- | ------------------------ |
| Linné   | Classe Pentandria, ordem Digynia | Species plantarum (1753) |